# Dioon purpusii
Dioon purpusii je druh cykasu z čeledi zamiovité. Roste v mexickém státě Chiapas. Dorůstá výšky až 5m.
Pojmenován po objeviteli druhu Carlu Antonu Purpusovi (1851–1941). Roste na skalních úbočích spolu s epifyty v mexickém státě Oaxaca ve výšce 1 200-1 700 m n. m., často spolu s rostlinami agáve, juka či opunciemi.